# Phare de Pelzerhaken
Le phare de Pelzerhaken (en allemand : Leuchtturm Pelzerhaken) est un phare actif situé à Neustadt in Holstein dans l'Arrondissement du Holstein-de-l'Est (Schleswig-Holstein), en Allemagne.
Il est géré par la WSV de Lübeck .

## Histoire
Le premier phare a été construit entre 1842 et 1843 sous la domination danoise. C'était un bâtiment quadrangulaire avec une annexe. Jusqu'en 1876, dans la maison mitoyenne du gardien du phare, se trouvaient les quartiers des pilotes. Le gardien de phare était en même temps assistant de douane jusqu'en 1864/6. La tour de 12 m de haut était équipée d'une optique à lentille rotative. Une lampe au kérosène fournissait une lumière blanche.
Le phare de Pelzerhaken , a été relevé, en 1936, à sa hauteur actuelle. et a reçu un revêtement en brique rouge. Sur sa façade a été placé un Aigle Impérial avec des feuilles de chêne et une couronne.

## Description
Le phare , est une tour quadrangulaire en brique de 19,5 m de haut, avec une galerie-terrasse et une lanterne circulaire, attachée à une maison de gardien de deux étages. La tour est non peinte et la galerie et la lanterne sont blanches. Son feu à secteurs émet, à une hauteur focale de 21 m, trois longs éclats blancs, rouges et verts de 3 secondes, selon diverses directions, par période de 20 secondes. Sa portée est de 14 milles nautiques (environ 26 km) pour le feu blanc, 11 milles nautiques (environ 17 km) pour le rouge et 9 milles nautiques (environ 26 km) pour le feu vert.
Identifiant : ARLHS : FED-188 - Amirauté : C1346 - NGA : 3248 .

## Caractéristiques dufeu maritime
Fréquence : 20 secondes (WRG )
- Lumière : 3 secondes
- Obscurité : 4 secondes
- Lumière : 3 secondes
- Obscurité : 10 secondes

|          |
| Le phare |

|                  |
| L'Aigle Impétial |

### Lien connexe
- Liste des phares en Allemagne